# Kopialbuch

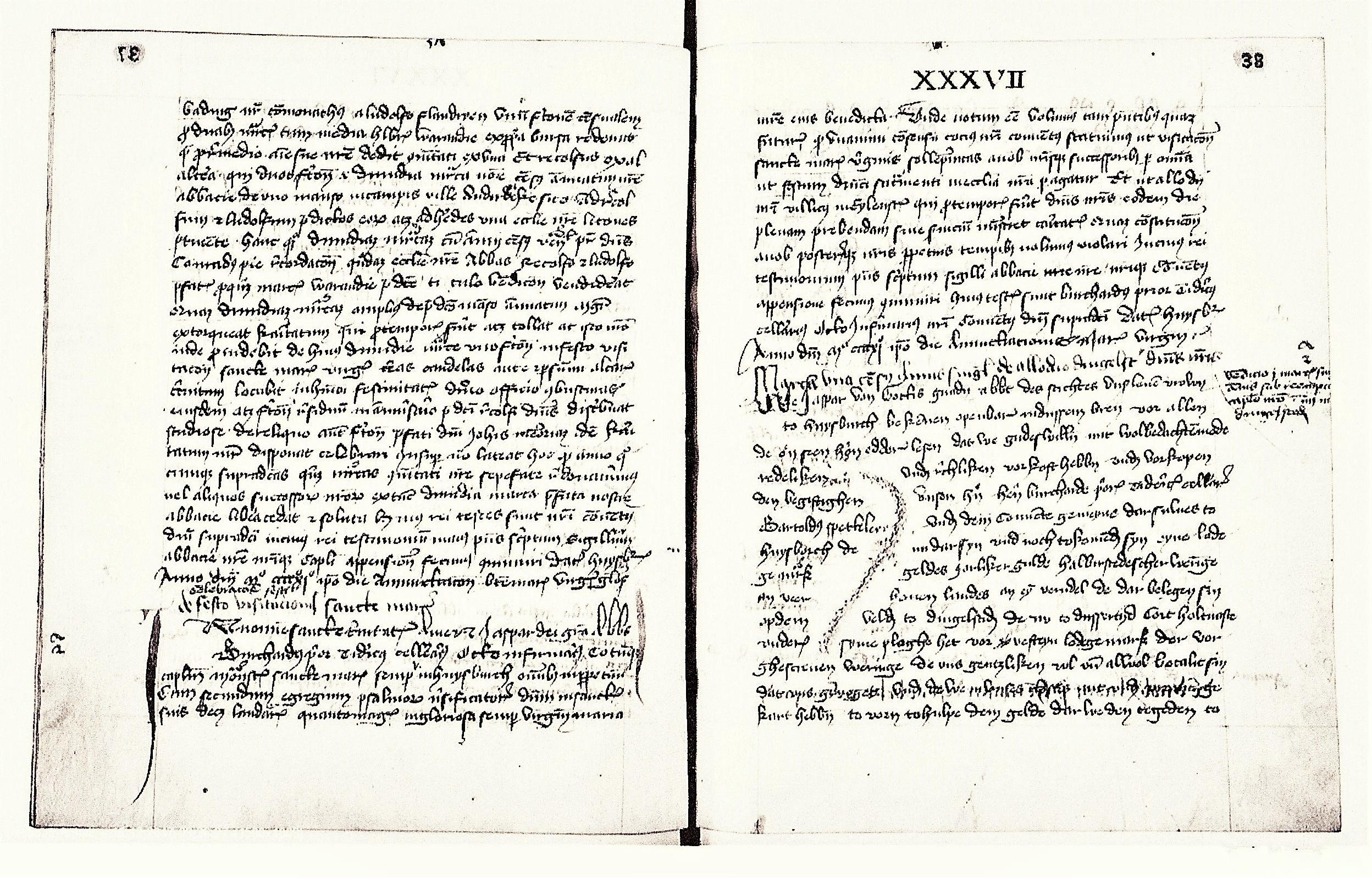
Copiarium monasterii Huysburg

Ein Kopialbuch (veraltet Copeibuch), auch Kopiar (von lat. copiarium), Kartular oder Chartular (von lat. cartularium), ist eine Quelle, die die Texte von Urkunden des Mittelalters und der Frühen Neuzeit in Abschriften enthält. Das älteste Kopialbuch ist aus dem 9. Jahrhundert im Rheinland nachgewiesen. Kopialbücher sind bis in das 18. Jahrhundert belegt.

## Entstehung und Zweck
Ein Kopialbuch wurde vom Urkunden-Empfänger angefertigt, um der Beschädigung (zum Beispiel durch häufige Benutzung) der wertvollen Originale vorzubeugen. Außerdem sollten Kopialbücher einen schnellen und genauen Überblick über Rechtstitel und Besitztitel ermöglichen, was die Verwaltungsarbeit vereinfachte. Nicht zuletzt wollte man durch ein Kopialbuch auch Verlusten wichtiger Besitztitel (etwa durch Brand oder Kriegseinwirkungen) vorbeugen. Deshalb wurden Kartulare vielfach notariell beglaubigt.
Schon im Frühmittelalter haben Klöster Abschriften von ihren Urkunden erstellt. Sie sind damit eine hervorragende Quelle für frühmittelalterliche Privaturkunden, die außer im Archiv des Stifts St. Gallen, das kein frühmittelalterliches Kopialbuch kannte, kaum im Original überliefert sind.
Kopialbücher waren in der spätmittelalterlichen und frühneuzeitlichen Verwaltung von Archiven ein Mittel, um Angehörigen der eigenen Verwaltung und eventuellen weiteren Benutzern des Archivs einen geordneten Überblick über die vorhandenen Bestände zu ermöglichen. In die Bücher wurden die Urkunden, meistens nach ihrem Betreff, geordnet, mit ihrem Text eingetragen und oft auch bereits mit Registern versehen.
Der Eintrag in ein Kopialbuch ähnelt von der Form her der bei der Erstellung von Regesten verwandten Methode, bei der nur der juristisch relevante Teil der Urkunde aufgenommen wird, während andere Teile der Urkunde, wie zum Beispiel das Eingangsprotokoll mit der Arenga, wegfallen können.

## Verwandte Quellengattungen
Mit den Kopialbüchern verwandt sind die Traditionsbücher, in denen Rechtsakte (meist Besitzübertragungen) aufgezeichnet sind, die häufig nicht anderweitig verschriftlicht wurden.
Kopialbücher als nachträglich angelegte Sammlungen von Urkunden einzelner Bestände sind etwas anderes als Register, in die eingehende oder ausgehende Schriftstücke eingetragen werden (Ein- und Ausgangsverzeichnisse).